# المعجم الكبير (الطبراني)
المعجم الكبير للطبراني هو كتاب من كتب الحديث المسندة عند أهل السنة والجماعة. جمعه الإمام أبو القاسم سليمان بن أحمد بن أيوب الطبراني، ورتبه على طريقة المعاجم، أي أنه رتبه على حروف المعجم، لكنه في المعجم الكبير على حروف المعجم لأسماء الصحابة. 

## موضوع الكتاب
معرفة الصحابة بذكر أحوالهم وفضائلهم ومروياتهم -أو بعضها- مرتبين ترتيبا معجميا، قال الطبراني: «هذا كتاب ألفناه جامع لعدد ما انتهى إلينا ممن روى عن رسول الله من الرجال والنساء، على حروف ألف ب ت ث».

## شرط المصنف في الكتاب
التزم الطبراني الترتيب المعجمي للصحابة من الرجال والنساء، حيث يقول: «خرجت عن كل واحد منهم حديثا وحديثين وثلاثا وأكثر من ذلك على حسب كثرة روايتهم وقلتها، ومن كان من المقلين خرجت حديثه أجمع، ومن لم يكن له رواية عن رسول الله وكان له ذكر من أصحابه من استشهد مع رسول الله أو تقدم موته، ذكرته من كتب المغازي وتاريخ العلماء، ليوقف على عدد الرواة عن رسول الله وذكر أصحابه م، وسنخرج مسندهم بالاستقصاء»، ومما سبق يتبين أن الإمام الطبراني اشترط ما يلي:
- أن يخرج عددا من مرويات كل صحابي مكثر أو متوسط، ولم يخرج لأبي هريرة في معجمه هذا؛ لأنه أفرده بمسند مستقل نظرا لكثرة مروياته، يقول الذهبي: «ليس فيه مسند أبي هريرة، ولا استوعب حديث الصحابة المكثرين»، ويتنبه إلى أنه لم يشترط استيعاب حديث المكثرين.
- التزم باستيعاب مرويات المقلين من الصحابة رضوان الله عليهم.
- التزم بإيراد أسماء الصحابة الذين ليست لهم رواية، وعرف بهم، وذكر فضائلهم - من مرويات غيرهم -؛ لأن من أهداف تأليفه لهذا المعجم: معرفة الصحابة.
- التزم بترتيب كل ما سبق على حروف المعجم.

## منهج الطبراني في المعجم الكبير
اعتمد الطبراني على مجموعة من الأسس يمكن إجمالها فيم يلي:
- بدأ بذكر الخلفاء الراشدين، على ترتيب خلافتهم، ثم أتبعهم بذكر بقية العشرة المبشرين بالجنة.
- رتب أسماء الصحابة على حروف المعجم، وجعله ترتيب عاما لكل الكتاب.
- في مستهل مسند كل صحابي يترجم له؛ بذكر نسبه، ثم صفته، ثم سنده ووفاته. ثم ما أسنده عن رسول الله (. هذا إذا كان لديه أحاديث في هذه الأبواب، فإن لم يعثر على شيء تركها دون التزام بهذا الترتيب.
- إذا اجتمعت مجموعة من الأحاديث في موضوع ما عنون لها بعنوان مناسب؛ كأن يقول: «باب كذا».
- إن كان الصحابي مكثرا ذكر بعض أحاديثه، وإن كان مقلا ذكر جميع أحاديثه وإن روى عن الصحابي عدد من التابعين، ذكر أحاديث كل تابعي على حدة، وعنون لها بعنوان ذكر فيه التابعي عن الصحابي «فلان عن فلان».
- من لم يكن له رواية عن رسول الله (أو تقدم موته يذكره نقلا عن كتب المغازي، وتاريخ العلماء ليوقف على عدد الرواة عنه).
- إذا اشترك عدد من الصحابة في اسم واحد أفرد لهم بابا خاصا وعنون له بعنوان «باب من اسمه كذا».
- ذكر المؤلف أبوابا ولم يترجم لها بترجمة، فيقول «باب» فقط هكذا، وهذا يفعله إذا ما كان بين هذا الباب والذي قبله أو بينه والذي بعده اتصال في الموضوع.
- إذا دارت عدة أحاديث لصحابي حول موضوع واحد، ووجد المؤلف أن هناك مرويات لصحابي آخر لها تعلق بهذا الموضوع، فإنه يذكرها ويغض النظر عن أنها ليست تحت ترجمة ذلك الصحابي، قصده بذلك استكمال النفع بالموضوع الواحد في موضع واحد، ثم يرجع فيستكمل مرويات الصحابي المترجم.
- روايات المعجم جميعها مروية بصيغة الأداء «حدثنا» وهي أرفع صيغ الأداء عند ابن الصلاح.
- قلما يكرر حديثا بسنده ومتنه كما هو، بل لابد من مغايرة، تتمثل غالبا في تعدد الطرق، وهذا من شأنه تقوية الحديث ورفعه من درجة إلى التي أعلى منها.

## مشتملات الكتاب
- عدد الصحابة الذين خرج لهم الطبراني أو أوردهم مترجما بهم مع التعريف: 1600 صحابي تقريبا، ولكنه قد يورد المختلف في صحبته وينبه إلى ذلك، مثل صنيعه عند مسند جندب بن كعب حيث يقول: «جندب بن كعب الأزدي: قد اختلف في صحبته»، وعدد مرويات الكتاب المطبوع: 22021 حديثا تقريبا.
- اشتمل المعجم على المرفوع إلى النبي وهو أكثر مرويات الكتاب، وعلى كثير من الموقوف ولا سيما أنه يبدأ بالتعريف بالصحابي، ويذكر بعض شمائله وفضائله وأقواله، ومن ذلك ما ذكر في مسند أبي بكر الصديق، ومسند عمر ابن الخطاب ومسند أبي عبيدة الجراح، وفيه أقوال التابعين ومن دونهم المتعلقة بالتعريف بالصحابة رضوان الله عليهم، وذكر صفاتهم ونحوها، وقد نبه إلى ذلك في مقدمة المعجم الكبير بقوله: «ومن لم يكن له رواية عن رسول الله، وكان له ذكر من أصحابه من استشهد مع رسول الله، أو تقدم موته، ذكرته من كتب المغازي وتاريخ العلماء»، وهو يروي كل ذلك بالإسناد.
- اشتمل المعجم على أقوال الطبراني نفسه بالتعريف بالصحابة، وذكر أنسابهم، وبلدانهم، وسابقتهم، وتواريخ وفياتهم، وهذا من الأمور التي اعتنى بها الإمام الطبراني كثيرا، كما اشتمل الكتاب أيضا على شرح الطبراني للغريب، ومنه قوله: «الحش: البستان».
- اشتمل المعجم على بيان اختلاف الرواة في مروياتهم، حيث عني الطبراني بجمع طرق الحديث الذي يرويه، وقد يبوب على ذلك، كما صنع في مسند عبد الله بن مسعود، حيث يقول: «الاختلاف عن الأعمش في.»، وفي موضع آخر قال: «الاختلاف عن الأعمش في حديث عبد الله في صلاة النبي بمنى»، وغيره.

## طريقة ترتيبه
رتب الطبراني المرويات على مسانيد الصحابة في الغالب، ورتب الصحابة على حروف المعجم -بعامة-، وقسمهم إلى رجال، ونساء، وتفصيل ذلك كما يلي:
- رتب المرويات على حسب مسانيد الصحابة رضوان الله عليهم -في الغالب- ولكنه يروي في مسند الصحابي، أحاديث ليست من روايته، وذلك عند التعريف بهذا الصحابي، وذكر فضائله، وعند بيان صحبة من ليست له رواية، وهو في أكثر الأحوال، يسوق: ما يتعلق بنسبة الصحابي، ثم ما يتعلق بصفته، ثم ما يتعلق بسنه ووفاته، ثم يبوب بقوله: «ومما أسند».
- تنوعت طريقته في ترتيب ما يسنده ويرويه الصحابي على أحوال، منها:
- يصنف مرويات الصحابي على الأبواب الفقهية.
- يقسم مرويات الصحابي المتوسط الرواية أو مكثرها على تراجم من روى عنهم، فإذا كان ذلك الراوي عن الصحابي مكثرا أيضا، قسم مروياته على حسب من روى عن الراوي عن الصحابي، ومن ذلك: ما صنع عند مسند جابر بن سمرة، حيث قال: «سماك بن حرب عن جابر بن سمرة»، ثم قال بعده: «سفيان الثوري عن سماك» وساق مرويات الثوري من هذا الطريق، ويبدأ برواية الصحابة (الرجال ثم النساء) عن الصحابة، ثم برواية التابعين (الرجال ثم النساء) عن الصحابة، وربما رتب تابع التابعين عن الرواة عن الصحابة على حسب البلدان كما صنع عند مسند: سهل بن سعد حيث ترجم بقوله: «ما روى أبو حازم: سلمة بن دينار عن سهل بن سعد»، ثم ترجم بقوله: «رواية المدنيين عن أبي حازم» وبعد أن ساق مروياتهم، ترجم بقوله: «المكيون عن أبي حازم»، وبعد أن ساق مروياتهم، ترجم بقوله: «رواية البصريين عن أبي حازم»، وكذا أيضا قال: «رواية الكوفيين عن أبي حازم».
- يجمع في مرويات الصحابي بين التصنيف على الأبواب الفقهية، وبين تقسيم المرويات على حسب التراجم، ومنه صنيعه عند مسند جبير بن مطعم حيث قسم مروياته على حسب من روى عنه، ثم صنف أحاديث هؤلاء الرواة عن الصحابي، على الأبواب الفقهية.
- أحيانا يبوب بما يدل على اقتصاره على غرائب ما رواه الصحابي، مثل صنيعه عند مسند أبي ذر، حيث يقول: «من غرائب مسند أبي ذر».
- بدأ مسانيد الرجال من الصحابة بمسانيد العشرة المبشرين بالجنة، وقدم الأربعة الخلفاء رضوان الله عليهم، ثم ساق باقي الصحابة، ورتبهم على حروف المعجم، وبدأ بأصحاب الأسماء ثم بأصحاب الكنى، والنساء في قسم مستقل، فبدأ بمسانيد بنات النبي، وقدم منهن: فاطمة، ثم زينب، ثم رقية، ثم أم كلثوم بنات رسول الله، ون، ثم أمامة بنت أبي العاص، وهي: بنت زينب بنت رسول الله، ثم أعقبهن بزوجات النبي، وقدم منهن: خديجة، ثم عائشة، بقية أزواج النبي ون، وقد قال في مقدمة مسانيد النساء: «ما انتهى إلينا من مسند النساء اللاتي روين عن رسول الله، خرجت أسماءهن على حروف المعجم، وبدأت ببنات رسول الله وأزواجه لئلا يتقدمهن غيرهن، وكانت فاطمة أصغر بنات رسول الله، وأحبهن إليه، فبدأت بها لحب رسول الله لها»، ثم ساق بقية النساء على حروف المعجم، وقسمهن كطريقته في تقسيم الرجال، إلا أنه زاد في النساء: قسم للمبهمات من الصحابيات رضوان الله عليهن.

## عدد أحاديثه
طبع المعجم الكبير في عشرين مجلدا، بتحقيق الشيخ حمدي عبد المجيد السلفي، لكن ينقصه خمس مجلدات، من المجلد الثالث عشر إلى السابع عشر، فقد كانت مخطوطته مفقودة.
وقدَّر الكتاني عدد أحاديثه بـ: ستين ألفًا، في حين ذكر حاجي خليفة أنها خمسة وعشرون ألفًا فقط. وفي المطبوع بترقيم الشيخ حمدي السلفي: (22021) حديثًا تقريبًا، وبمراعاة الأجزاء المفقودة يتبين أن تقدير حاجي خليفة أقرب للصواب.

## أهم مميزاته
- يُعَد المعجم الكبير للطبراني من مصادر السنة النبوية الأصيلة المهمة.
- يُعَد من الموسوعات الكبيرة المسندة.
- اشتماله على كثير من الزوائد على الكتب الستة.
- يُعَد من أبرز المصادر الأصيلة في معرفة الصحابة، وذكر أنسابهم ووَفَياتهم وفضائلهم.

## جهود أهل العلم في العناية به
طُبع الكتاب بتحقيق الشيخ حمدي عبد المجيد السلفي، وقد نبه المحقق أنه سقطت قطعة من مسانيد العبادلة، كما يوجد سقط في مواضع أُخَر فاكتفى بتحقيق ما وجده، وألحق به فهارس متنوعة في آخر كل مجلد، ثم استدرك المحقق (عام 1415هـ) قطعة تشتمل على عدة مسانيد من مرويات العبادلة، حيث تبدأ من أثناء مرويات عبد الله بن عمرو بن العاص، وتنتهي بمرويات عبد الله أبي يزيد المزني، وتحتوي على (475) حديثا، ولم يفهرس محتواها في كتاب معجم مسانيد الحديث لسامي التوني.
وحقق جزءًا من القطعة السابقة الشيخ أبو معاذ طارق بن عوض الله، وقد اشتملت على (242) حديثًا، إلا أن ما أخرجه العلامة حمدي السلفي أتم.
ووقف بعضُ الباحثين على أجزاء من القسم المفقود، وطُبعت في ثلاث مجلدات، وهي الثالث عشر والرابع عشر وقطعة من مسند النعمان بن بشير، بتحقيق فريق من الباحثين بإشراف الشيخ سعد بن عبد الله آل حُميِّد.
وإلى جانب ذلك فقد عُني أهل العلم بتقريب أحاديث المعجم ضمن أحاديثِ مصادرَ أخرى، فمنها ترتيب أحاديثه على الأبواب الفقهية، مثل كتاب كنز العمال، للعلامة علي بن حسام الدين الهندي - ت 975هـ-، وموسوعة الحديث النبوي للدكتور عبد الملك بن أبي بكر قاضي.
ومنها: جمع زوائده على الكتب الستة المعروفة في كتاب «البدر المنير في زوائد المعجم الكبير» وترتيب زوائد أحاديثه، في كتاب «مجمع الزوائد ومنبع الفوائد» كلاهما للعلامة علي بن أبي بكر الهيثمي - ت 807ه، وهو في الزوائد على الكتب الستة، كما أن الإمام ابن كثير في كتابه جامع المسانيد والسنن، قد عني بزوائد الطبراني إلا أنه رتبها على الأسانيد، ورتب الأمير علاء الدين على بن بلبان هذا المعجم على الأبواب، كما ذكر ذلك حاجي خليفة في كشف الظنون (2737).
ومنها ترتيب أوائل ألفاظ متون الأحاديث على حروف المعجم، مثل كتاب موسوعة أطراف الحديث النبوي الشريف، لأبي هاجر: محمد السعيد بن بسيوني، وفهارس المعجم الكبير للطبراني، إعداد: عدنان العرعور، الذي أورد أيضا فهرسا بترتيبها بحسب الراوي الأعلى دون ذكر المرويات، ومثله معجم مسانيد كتب الحديث لسامي التوني.
وقد كثرت نقول أهل العلم واستفادتهم من هذا الكتاب جدا، لاسيما كتب التخريج، التي لا يكاد كتاب منها يخلو من ذكر معجم الطبراني الأوسط، ومن ذلك:
نقل عنه الحافظ المنذري في الترغيب والترهيب في أكثر من (288) موضعا، والحافظ ابن حجر في فتح الباري في أكثر من (70) موضعا، والمناوي في فيض القدير في أكثر من (69) موضعا.

## طريقة الوصول إلى الحديث فيه
للبحث عن موضوع الحديث في معجم الكبير للطبراني عدة خطوات، منها:
الأولى: أن يستفاد من إسناد ومتن الحديث الذي يراد الوصول إلى مظنته، مثل ما روى سعيد المسيب عن عبد الله بن عمر ما أن النبي قال: «إن الميت يعذب بما نيح عليه»، فبمعرفة اسم الراوي الأعلى وهو: عبد الله بن عمر يتوصل إلى مظنة مروياته داخل المعجم الكبير؛ لأن الطبراني ذكره في حرف العين من الأسماء في قسم الرجال ونظرا لكبر حجم معجم الطبراني فيمكن أن يستفاد من أحد كتب المداخل والفهارس التي تسهل الوصول إلى ذلك، مثل: معجم مسانيد كتب الحديث للتوني حيث إنه فهرس مرتب بحسب الراوي الأعلى ترتيبا معجميا دقيقا، فمن خلاله يتعرف على بداية مرويات عبد الله بن عمر في معجم الطبراني الكبير، وبالاستفادة من الفهارس والمداخل التي تقرب محتوى المعجم يسهل الوصول إلى الحديث المطلوب.
الثانية: أن تتجاوز المرويات التي يسوقها الطبراني في معرفة نسبة الصحابي ونسبه وصفته، وسنه، ووفاته، حتى يتم الوصول إلى مرويات الصحابي والتي يبوب عليها الطبراني بقوله: «ومما أسند عبد الله بن عمر» فيبحث فيها.
الثالثة: أن يبحث عن مرويات سعيد بن المسيب عن عبد الله ابن عمر - ما - كما في السابق؛ لأن ابن عمر مكثر، وقد قسم الطبراني مرويات الصحابة المكثرين، بحسب من روى عنهم لكنه لم يرتبهم على حروف المعجم، ولهذا يلزم الرجوع إلى الفهرس الذي أعده محقق معجم الطبراني، في آخر المجلد الذي توجد فيه مرويات الصحابي، ويبحث عن موضع مرويات سعيد بن المسيب عن ابن عمر، فإذا عرفت الصفحة التي تبين بداية مرويات سعيد بن المسيب عن ابن عمر، يتم البحث عندئذ عن الحديث المذكور في مرويات سعيد ابن المسيب عن ابن عمر، حتى يتوصل إليه.
ومن الجدير بالذكر أنه يمكن الوصول إلى أحاديثه عن طريق متنه كأوائل ألفاظه أو موضوعه، من خلال الفهارس والكتب التي عنيت بترتيبه على هذا النحو، وتوضيحه في طرق التخريج بواسطة المتن، فإذا عثر على الحديث المطلوب يتم تخريجه بالعزو إلى المعجم وفق الأسلوب التوثيقي المعلوم.
وبالجملة فالكتاب موسوعة حديثية؛ احتوت على مرويات عدد جم من الصحابة، وموسوعة تاريخية؛ احتوت على عدد جم من تراجم الصحابة، واحتوت على الكثير من العلم، فرحمة الله على المؤلف.
مراجع الفقرة: هذه الفقرة مستفادة من بحث للشيخ: دخيل بن صالح اللحيدان، بعنوان: طرق التخريج بحسب الراوي الأعلى، طبع في مجلة الجامعة الإسلامية العدد (117). بتصرف، وزيادة من مصادر أخرى.